# Anyegin (opera)
Az Anyegin (eredeti címén Евге́ний Оне́гин — лирические сцены / Jevgenyij Anyegin — lírai jelenetek ) Pjotr Iljics Csajkovszkij orosz zeneszerző egyik háromfelvonásos operája. Szövegkönyvét a zeneszerző és Konsztantyin Sztyepanovics Silovszkij írta Puskin azonos című, 1833-ban megjelent verses regénye alapján. Ősbemutatójára 1879. március 17-én került sor a moszkvai Malij Tyeatrben. Ez, a zeneszerző kérésére, a konzervatóriumi növendékek előadása volt. A hivatalos premierre 1881. január 11-én került sor a szintén moszkvai Nagyszínházban. Magyarországon első alkalommal az Operaházban vitték színre 1902. január 30-án.

## A mű keletkezésének története
1877 áprilisában egy énekesnő hívta fel Csajkovszkij figyelmét Puskin regényére, mint megzenésítésre alkalmas témára. A zeneszerző eleinte problematikusnak tartotta a színpadra vitelt, mivel a Puskin-mű híján van a drámai cselekménynek, fő vonzerejét irodalmi nyelvezete és a műben megfogalmazott társadalomkritika adja. Ezért Csajkovszij azt a megoldást választotta, hogy csak a mű pár kulcsjelenetét állítja színpadra — innen a műfaji megjelölés: "lírai jelenetek". A kiválasztott jelenetekben a librettó számos helyen hűen követi Puskin eredetijét. 1878 februárjában már készen is állt a teljes partitúra. Kívánságára az Anyegint először konzervatóriumi növendékek adták elő, mert saját megítélése szerint nem akarta az inkább lírai, mint drámai művet a Nagyszínház (Moszkva vezető színháza) sablonos énekeseire bízni. Elképzelése utóbb mégis tévesnek bizonyult, mert a gyenge erőkből álló növendékegyüttes produkciója 1879. március 29-én a moszkvai Malij Tyeatrban csak közepeset, míg a hivatalos premier a Balsojban 1881. január 23-án, és még inkább az első pétervári előadás 1884-ben hatalmas sikert aratott.

## Szereplők
| Szereplő                                              | Hangfekvés            |
| ----------------------------------------------------- | --------------------- |
| Larina asszony, vidéki földbirtokos                   | mezzoszoprán          |
| Tatjána, az idősebb lánya                             | szoprán               |
| Olga, a fiatalabb lánya                               | alt                   |
| Vlagyimir Lenszkij, költő, Olga jegyese               | tenor                 |
| Jevgenyij Anyegin , földbirtokos, Lenszkij szomszédja | bariton               |
| Gremin herceg                                         | basszus               |
| Monsieur Triquet, Larina francia vendége              | tenor                 |
| Trifon Petrovics Burjanov kapitány, Larina vendége    | basszus               |
| Zareckij, Lenszkij párbajsegédje                      | basszus               |
| Filipjevna, a lányok dajkája                          | alt vagy mezzoszoprán |

## Cselekménye
- Helyszín: Oroszország, Larinék birtoka, illetve Gremin herceg palotája Szentpéterváron
- Idő: az 1820 körüli évek

### Első felvonás
- Helyszín: Larinék vidéki birtoka

Larinék vidéki birtokán a szokásos nyárvégének megfelelően telnek a napok. A két lány - az idősebb, álmodozó, rendre könyveket bújó Tatjána és a fiatalabb, realista szemléletű Olga -, valamint dadájuk, Filipjevna a jövőről tűnődve múlatják az időt. A mezőről hazatérőben aratómunkások köszöntik énekkel és friss kenyérrel a háziakat, majd nem várt, de szívesen fogadott vendégek érkeznek: Lenszkij, a költő, Olga jegyese és új szomszédja, Anyegin. Lenszkij most is heves szerelemmel fordul választottjához, de a lány kacéran kitér udvarlása elől. Tatjánának megtetszik a művelt, fennkölt modorú Anyegin. Amikor látogatóik már elmentek és lefekvéshez készülődnek, Tatjána minduntalan visszaidézi a férfi emlékét. Egy váratlan elhatározással levelet ír neki. Amint elkészül vele, át sem meri futni újra, gyorsan elküldi. Kisvártatva megérkezik Anyegin. Szavai azonban lehűtik a lányt, nem szerelemre kész férfiként, inkább rokoni atyáskodással fordul felé és arról igyekszik meggyőzni Tatjánát, hogy ne őt, mást tüntessen ki figyelmével.

### Második felvonás
- Helyszín: Larinék vidéki birtoka

Tél van, Tatjána születésnapjának ünneplésére vidám társaság gyűlt össze Larináék vidéki kúriájában. A rokonok mellett feltűnik egy francia vendég is - Monsieur Triquet -, egy katonatiszt - Trifon Petrovics Burjanov kapitány -, a meghívottak közt van Anyegin és Lenszkij is. Olga megint kacéran viselkedik, s egyre csak Anyeginnel táncol. Ez felkelti Lenszkij féltékenységét és mivel sem a lány, sem Anyegin nem adnak megnyugtató választ féltékeny megjegyzéseire, nyilvánosan megsérti és párbajra hívja ki Anyegint. A párbaj időpontjául a másnap hajnali órákban egyeznek meg. A megadott időben csak Lenszkij és segédje, a kapitány jelennek meg. Lenszkij visszaidézi azokat a napokat, amikor boldognak érezhette magát, Olga iránt érzett szerelmét és barátságát Anyeginnel. Kijózanítja azonban késve érkező volt barátja, mostanra párbajban ellenfele hűvös magyarázkodása. A párbajsegédek - a másik oldalon Zareckij - kiosztják a pisztolyokat. Az ellenfelek néhány lépésnyire eltávolodnak, majd szembefordulnak, és eldördülnek a lövések. Lenszkij holtan esik össze.

### Harmadik felvonás
- Helyszín: Gremin herceg palotája Szentpéterváron

Négy év telt el. Tatjána időközben Gremin herceg felesége lett és Szentpétervárott él fényes körülmények között. Éppen estélyt adnak, amikor váratlanul betoppan Anyegin. Most érkezett haza külföldi körútjáról, ahová a végzetes kimenetelű párbaj után indult. Megbabonázva nézi a ház asszonyát, a gyönyörű nővé változott Tatjánát, az egykori vidéki kislányt. Heves udvarlását az asszony visszafogottan fogadja: Gremin herceg felesége és hitvesi esküjéhez mindhalálig hű marad. Anyegin megsemmisülten távozik.

## Híres áriák, kórusművek
- Szlisali-li vi za rosej glaz nocsnaji - Tatjana, Olga és Filipjevna hármasa (első felvonás)
- Uzs' kak pa mosztu, mosztnocsku - Olga áriája (első felvonás)
- Kak szcsasztlij, szcsasztlij ja - Lenszkij és Olga jelenete és Lenszkij ariosója  (első felvonás)
- Puszkaj pogibnu ja, na prijezgye - Tatjana levéláriája  (első felvonás)
- Kagda bi zsizny domasnim krugom - Anyegin áriája  (első felvonás)
- A cetté féte convié - Triquet dala (második felvonás)
- Anyegin! Vi bolse mnye nye drug - Lenszkij és Anyegin kettőse (második felvonás)
- Kuda, kuda, kuda vi udalilisz - Lenszkij áriája (második felvonás)
- Ljubvi vsze vozrasztyi pakorni - Gremin áriája (második felvonás)
- Uzsel ta szamaja Tatjana - Anyegin áriája (második felvonás)
- Anyegin! Ja tagda malozse, ja lucsse, kazjeca bila - Tatjana és Anyegin kettőse (második felvonás)

## Zenéje
A zene igen melódiagazdag, jól egyesíti az orosz népzenei elemeket a romantikus zenei vonásokkal. Kiválóan jellemzi az egyes jelenetek cselekményét: nagyszerű falusi zsánerkép a nyitójelenet, a vidéki kúriák eleganciáját tükrözi a második felvonás első képének keringőzenéje, Monsieur Triquet franciás vonulatú születésnapi köszöntője, a hercegi udvartartást a harmadik felvonás nyitó polonéze, feszültségekkel teli Lenszkij és Anyegin kettőse a báli jelenetben, majd az azt követő párbajban, stb. A tudatos szerkesztés példája néhány zenei fordulat visszatérő megszólalása. Ilyen Tatjána első felvonásban énekelt ariosója, amely Anyegin szólamában tér vissza a harmadik felvonásban, vagy Tatjána levéláriájának néhány motívuma, ami Anyegin mindkét látogatásakor megszólal. A zene két csúcspontja Lenszkij és Anyegin összetűzése és az ezt követő együttes a második felvonás első képében, illetve Tatjána és Anyegin kettőse a harmadik felvonásban.